# Casa Vilalba
La Casa Vilalba era un gran casal situat als carrers d'en Lledó, Reina Elionor i Palma de Sant Just de Barcelona, actualment desaparegut.

## Història

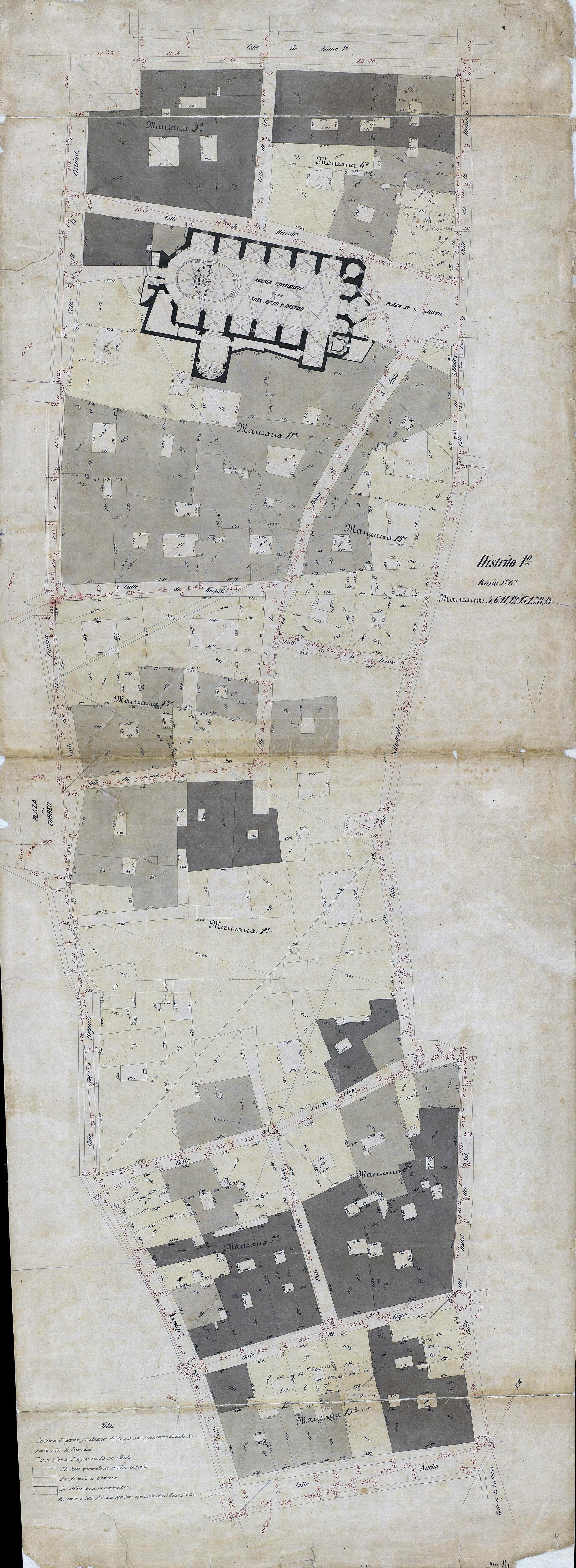
Quarteró núm. 11 de Garriga i Roca (c. 1860)

Té el seu origen en l'adquisició feta el 1687 per Ferran de Fivaller i Pol als marmessors de la vídua Teresa Amigó d'una casa als carrers d'en Lledó i de la Palma de Sant Just. La seva filla Maria Ventura de Fivaller i de Torroella es va casar amb Galceran de Vilalba-Meca i de Vilallonga, senyor de Gospí, que el 1708 rebé el títol de comte de Vilalba de mans de l'arxiduc Carles. El 1734 va adquirir la casa dels cònjuges Carles i Rosa Ducat i Berart per agnició de bona fe del prevere Jacint Feliu de la venda en subhasta pública per la Reial Audiència. El 1773, el seu fill Ramon de Vilalba-Meca i de Fivaller va adquirir una altra propietat en emfiteusi a Joan Rosselló i Oriol, i l'any següent va demanar permís per a fer-hi reformes, incloent-hi el portal principal del carrer de la Palma de Sant Just. El 1777, va adquirir una altra propietat a Josep Ignasi de Quintana i Aguilar.
Casat amb Maria de Llorac i de Palau, baronesa de Solivella, fou succeït pel seu fill Galceran de Vilalba-Meca i de Llorac (1736-1814), i aquest per la seva germana Josepa, casada amb Francesc Xavier Despujol i d'Alemany-Descatllar (1732-1809), primer marquès de Palmerola i baró de Montclar. A la seva mort, el títol i el casal passaren a mans del seu fill Francesc Despujol i Vilalba (†1830), que el 1829 va demanar permís per a reconstruir una part del ràfec al carrer de la Palma de Sant Just. Fou succeït pel seu germà Ramon, que el 1832 va demanar permís per a fer reformes a la placeta del carrer d'en Lledó, i novament el 1833 per a fer-hi portar dues plomes d'aigua de la mina de Montcada des del repartidor de la font de Sant Just.
El 1866, el seu fill Josep Maria Despujol i Ferrer de Sant Jordi, marquès de Palmerola i comte de Fonollar, va vendre la propietat al mestre d'obres Josep Cros i Juliana, que va presentar el projecte d'un passatge privat com a perllongació del carrer del Cometa amb dos edificis d'habitatges a banda i banda.